# Zachaenus carvalhoi
Zachaenus carvalhoi is een kikker uit de familie Cycloramphidae.
Zachaenus carvalhoi is een bewoner van bossen en komt voor in Zuid-Amerika. De kikker komt endemisch voor in Brazilië. De soort werd voor het eerst wetenschappelijk beschreven door Eugenio Izecksohn in 1983.